# Карлос Гомес-Діас
Карлос Гомес-Діас (ісп. Carlos Gómez-Díaz; нар. 24 грудня 1968) — колишній аргентинський тенісист.
Найвищу одиночну позицію світового рейтингу — 198 місце досяг 29 травня 1995, парну — 226 місце — 18 вересня 1995 року.

## Фінали ATP Челленджер/ITF Ф'ючерс

### Одиночний розряд: 5 (2–3)
| Легенда           |
| ----------------- |
| ITF Ф'ючерс (2–3) |

| Результат | В-П | Дата     | Турнір                     | Рівень  | Покриття | Суперник        | Рахунок       |
| --------- | --- | -------- | -------------------------- | ------- | -------- | --------------- | ------------- |
| Поразка   | 0–1 | Чер 1998 | Польща F2, Забже           | Ф'ючерс | Ґрунт    | Ян Герних       | 4–6, 7–6, 2–6 |
| Перемога  | 1–1 | Лип 1998 | Франція F2, Екс-ан-Прованс | Ф'ючерс | Ґрунт    | Г'юго Армандо   | 6–4, 6–4      |
| Поразка   | 1–2 | Вер 1998 | Перу F2, Ліма              | Ф'ючерс | Ґрунт    | Луїс Орна       | 6–7, 6–7      |
| Поразка   | 1–3 | Вер 1998 | Перу F3, Ліма              | Ф'ючерс | Ґрунт    | Луїс Орна       | 2–6, 6–7      |
| Перемога  | 2–3 | Чер 1999 | Угорщина F1, Будапешт      | Ф'ючерс | Ґрунт    | Гергей Кішдєрдь | 7–6, 6–7, 6–4 |

### Парний розряд: 2 (1–1)
| Легенда              |
| -------------------- |
| ATP Челленджер (0–1) |
| ITF Ф'ючерс (1–0)    |

| Результат | В-П | Дата     | Турнір                       | Рівень     | Покриття | Партнер         | Суперники                      | Рахунок  |
| --------- | --- | -------- | ---------------------------- | ---------- | -------- | --------------- | ------------------------------ | -------- |
| Поразка   | 0–1 | Сер 1995 | Istanbul Challenger, Стамбул | Челленджер | Тверде   | Алекс Калатрава | Омар Кампорезе Лоренцо Манта   | 3–6, 4–6 |
| Перемога  | 1–0 | Лют 1998 | Гана F2, Аккра               | Ф'ючерс    | Ґрунт    | Рікарду Шлахтер | Ларс Кіршнер Вольфґанґ Вінклер | 6–2, 6–2 |